# Ō no Yasumaro
Ō no Yasumaro (jap. 太 安万侶, Futo no Yasumari no Ason, Geburtsdatum unbekannt; † 723) war ein japanischer Hofbeamter und Gelehrter.
Yasumaro war möglicherweise der Sohn Ō no Homages, der auf der Seite des Tennō Temmu am Jinshin-Krieg teilnahm. Im Dienste der Kaiserin Gemmei verfasste er 712 nach den Erinnerungen des Hieda no Are das Kojiki, das älteste Geschichtswerk der japanischen Literatur. Vermutlich war er auch an der Verfassung des 720 vollendeten Nihonshoki beteiligt.
1979 wurde durch einen Zufallsfund auf einem Feld in Konoe in der Präfektur Nara Yasumaros Grab entdeckt, das einen hölzernen Sarkophag und eine mit chinesischen Schriftzeichen gravierte Kupferplatte enthielt.